# Norredine Bouyahyaoui
Norredine Bouyahyaoui (en arabe : نور الدين البويحياوي), né le 7 janvier 1955 au Maroc, est un footballeur international marocain qui évoluait au poste de défenseur.

## Biographie

### Carrière en club
Bouyahiaoui Noureddine joue, très jeune, au sein de l'équipe Kac Kenitra dont il est le plus jeune élément. Il attire vers lui les regards des observateurs et des experts du football marocain.
Nourredine Bouyahyaoui réalise l'intégralité de sa carrière au KAC Kénitra. Il remporte avec cette équipe trois titres de champion du Maroc.

### Carrière en sélection
Norredine Bouyahyaoui joue en équipe du Maroc entre 1979 et 1986.
Il participe aux Jeux olympiques d'été de 1984 organisés à Los Angeles. Il joue trois matchs lors du tournoi olympique : contre l'Allemagne, l'Arabie saoudite, et le Brésil.
Il dispute un match rentrant dans le cadre des éliminatoires du mondial 1982, et huit comptant pour les éliminatoires du mondial 1986, pour un total de cinq victoires, deux nuls et deux défaites.
Il figure dans le groupe des sélectionnés lors de la Coupe du monde de 1986. Lors du mondial organisé au Mexique, il joue quatre matchs, avec notamment une victoire contre le Portugal. Le Maroc est éliminé au stade des huitièmes de finale par l'Allemagne.
Bouyahyaoui participe également à la Coupe d'Afrique des nations de 1986. Lors de cette compétition organisée en Égypte, il joue cinq matchs. Le Maroc se classe quatrième du tournoi.

## Les matchs "A"
1. 18/02/1979 Maroc - Mauritanie à Nouakchott (2 - 2) Elim. CAN 1980
2. 24/06/1979 Maroc - Togo à Mohammedia 7 - 0 Elim. CAN 1980
3. 29/11/1981 Cameroun - Maroc à Yaoundé 2 - 1 Elim. CM 1982
4. 03/10/1982 Riyad : Arabie Saoudite vs Maroc 2 - 1 Amical
5. 23/03/1983 Sousse : Tunisie vs Maroc 1 - 0 Amical
6. 10/04/1983 Casablanca : Maroc vs Mali 4 - 0 Elim. CAN 1984
7. 24/04/1983 Mali - Maroc à Bamako 2 - 0 Elim. CAN 1984
8. 14/08/1983 Benin City : Nigeria vs Maroc 0 - 0 Elim. CAN 1984
9. 28/08/1983 Casablanca : Maroc vs Nigeria 0 - 0 (3 - 4) Elim. CAN 1984
10. 13/09/1983 Mohammedia : Maroc vs Libye  2 - 0 JM 1983
11. 15/09/1983 Casablanca : Maroc vs Egypte  2 - 1 Demi-finale Jeux Méd
12. 04/02/1984 Casablanca : Maroc - Bulgarie 1 - 1 Amical
13. 23/06/1984 Casablanca : Maroc vs Sénégal 2 - 1 Amical
14. 30/06/1984 Freetown : Sierra Leone vs Maroc 0 - 1 Elim. CM 1986
15. 15/07/1984 Maroc - Sierra Leone à Rabat 4 - 0 Elim. CM 1986
16. 24/10/1984 Rabat : Maroc vs Canada 3 - 2 Amical
17. 02/01/1985 Tripoli : Libye vs Maroc 0 - 0 Amical
18. 31/01/1985 Cochin (Inde) : Inde vs Maroc 0 - 1 NEHRU Cup
19. 02/02/1985 Cochin (Inde) : URSS vs Maroc 1 - 0 Demi-finale NEHRU Cup
20. 07/04/1985 Rabat : Maroc vs Malawi 2 - 0 Elim. CM 1986
21. 21/04/1985 Malawi - Maroc à Blantyre 0 - 0 Elim. CM 1986
22. 12/07/1985 Le Caire : Egypte vs Maroc 0 - 0 Elim. CM 1986
23. 28/07/1985 Casablanca : Maroc vs Egypte 2 - 0 Elim. CM 1986
24. 04/08/1985 Mohammedia : Maroc vs Somalie 3 - 0 Jeux Panarabes
25. 07/08/1985 Rabat : Maroc vs Tunisie 2 - 2 Jeux Panarabes
26. 16/08/1985 Rabat : Maroc vs Irak Rabat 0 - 1 Finale Jeux Panarabes
27. 25/08/1985 Casablanca : Maroc vs Zaire 1 - 0 Elim. CAN 1986
28. 08/09/1985 Kinshasa : Zaire vs Maroc 0 - 0 Elim. CAN 1986
29. 06/10/1985 Rabat : Maroc - Libye 3 - 0 Elim. CM 1986
30. 18/10/1985 Benghazi : Libye vs Maroc 1 - 0 Elim. CM 1986
31. 08/03/1986 Alexandrie : Algérie vs Maroc 0 - 0 CAN 1986
32. 11/03/1986 Alexandrie : Cameroun vs Maroc 1 - 1 CAN 1986
33. 14/03/1986 Zambie - Maroc à Alexandrie 0 - 1 CAN 1986
34. 17/03/1986 Le Caire : Egypte - Maroc 1 - 0 Demi-finale CAN 1986
35. 20/03/1986 Le Caire : Côte d'Ivoire - Maroc 3 - 2 Classement CAN 1986
36. 23/04/1986 Belfast : Irlande du Nord vs Maroc 2 - 1 Amical
37. 02/06/1986 Pologne - Maroc à Monterrey 0 - 0 C.M 1986
38. 06/06/1986 Angleterre - Maroc à Monterrey 0 - 0 C.M 1986
39. 11/06/1986 Portugal - Maroc à Guadalajara 1 - 3 C.M 1986
40. 17/06/1986 Allemagne Ouest - Maroc à Monterrey 1 - 0 1/8 Finale C.M 1986

## Les Matchs olympiques
1. 21/12/1979 Alger Algérie v Maroc 3 - 0 Elim. JO 1980
2. 15/05/1983 Conakry Guinée v Maroc 0 - 0 Elim. JO 1984
3. 29/05/1983 Casablanca Maroc v Guinée 3 - 0 Elim. JO 1984
4. 09/09/1983 Mohammedia Maroc v Grèce 0 - 0 J.M 1983
5. 17/09/1983 Casablanca Maroc v Turquie 'B' 3 - 0 Finale J.M 1983
6. 25/09/1983 Casablanca Maroc v Sénégal 1 - 0 Elim. JO 1984
7. 11/02/1984 Lagos Nigeria v Maroc 0 - 0 Elim. JO 1984
8. 26/02/1984 Casablanca Maroc v Nigeria 0 - 0 (4-3p) Elim. JO 1984
9. 30/07/1984 Palo Alto RFA v Maroc 2 - 0 J.O 1984
10. 01/08/1984 Pasadena A.Saoudite v Maroc 0 - 1 J.O 1984
11. 03/08/1984 Pasadena Brésil v Maroc 2 - 0 J.O 1984
12. 29/01/1986 : Malaga Espagne "B" v Maroc 3 - 0 Amical

## Palmarès
- 3 fois Champion du Maroc en 1973, 1981 et 1982 avec le KAC Kénitra
- Finaliste en Coupe du Trône 2 fois
- Titre du meilleur défenseur au Maroc 5 fois